# Leszek Kuczynski
Leszek „Les” S. Kuczynski (ur. 3 czerwca 1947, zm. 19 sierpnia 2008) – działacz polonijny w Stanach Zjednoczonych.

## Życiorys
Urodził się po II wojnie światowej na obszarze Niemiec Zachodnich. Następnie osiadł z rodziną w Stanach Zjednoczonych. Ukończył studia prawa na University of Minnesota Law School. Był dyrektorem wykonawczym Kongresu Polonii Amerykańskiej. Od 2002 był przewodniczącym Rada Polonii Świata. Został pochowany na cmentarzu Maryhill w Niles pod Chicago.

## Odznaczenia i wyróżnienia
- Krzyż Oficerski Orderu Zasługi Rzeczypospolitej Polskiej (1997)[1]
- Medal Senatu Rzeczypospolitej Polskiej (2002)[2]
- Krzyż Oficerski Orderu „Za Zasługi dla Litwy” (2007)
- Ellis Island Medal of Honor (2007)
- „Człowiek Roku” tygodnika „Am-Pol Eagle” z Buffalo (2001)
- Nagroda Polsko-Amerykańskiego Zrzeszenia Historyków (2003)
- Nagroda humanitarna Kongresu Polonii Amerykańskiej, Wydział Illinois (2006)
- Nagroda World’s Greatest Northridge Prep Sports Fan Club (2008)